# Nova Geminorum 1903

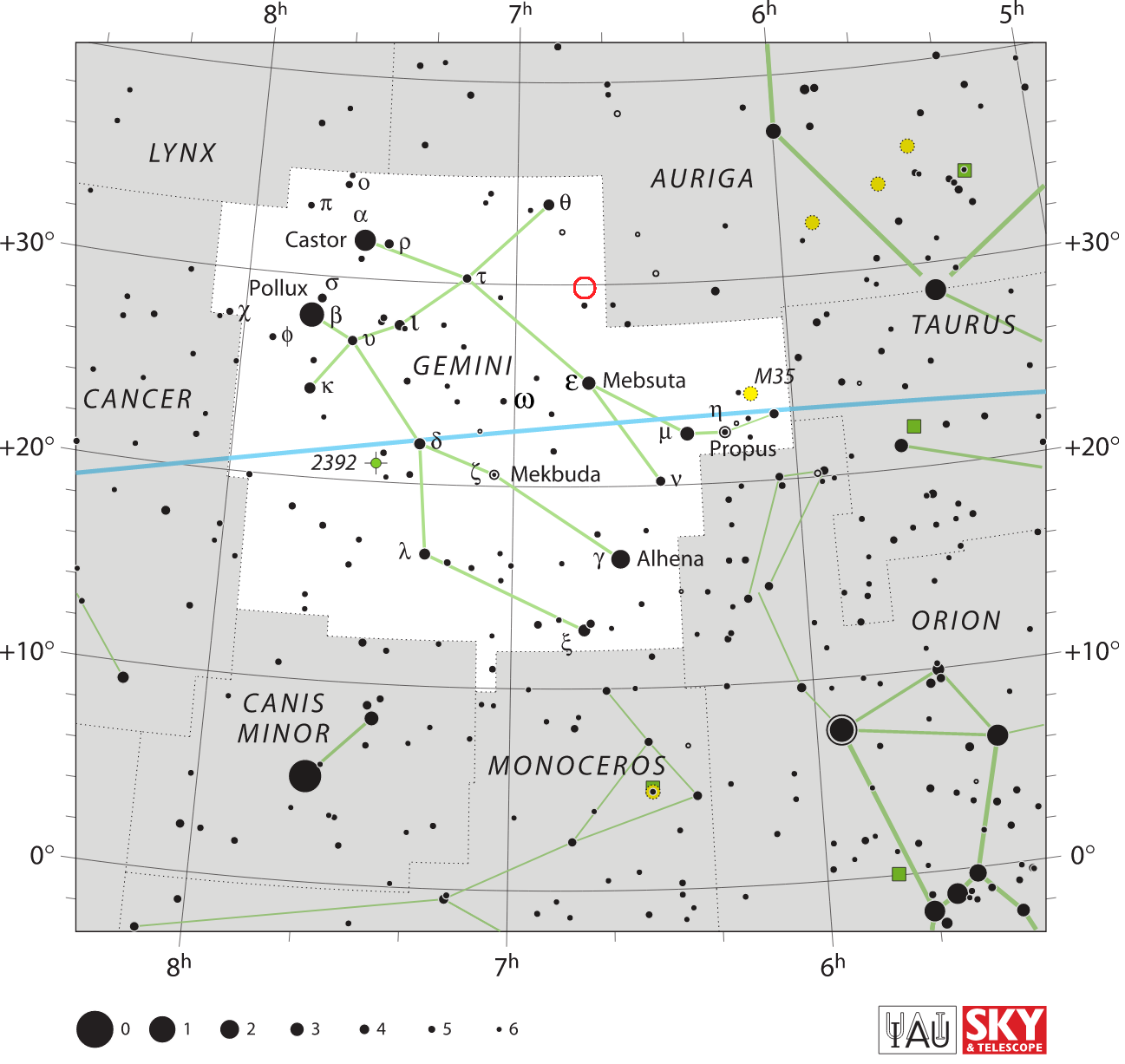
La ubicación de nova DM Geminorum (encerrada en un círculo rojo)

Nova Geminorum 1903 o DM Geminorum fue una nova descubierta por Herbert Hall Turner en el año 1903 en la constelación de Géminis. Alcanzó un brillo de 6 mag en su máximo, decreció en 17 días a magnitud 3 y ahora es de magnitud 16.5.

## Coordenadas
- Ascensión recta: 06h 44m 11s.59

- Declinación: +29° 56' 42".7

- Datos: Q1937990